# Liste der Gouverneure von Wyoming
Diese Liste führt alle Gouverneure des US-Bundesstaates Wyoming und des zuvor bestehenden Wyoming-Territoriums auf.

## Wyoming-Territorium
| Name                 | Amtszeit                              | Partei       |
| -------------------- | ------------------------------------- | ------------ |
| John Allen Campbell  | 15. April 1869 – 1. März 1875         | Republikaner |
| John Milton Thayer   | 1. März 1875 – 29. Mai 1878           | Republikaner |
| John Wesley Hoyt     | 29. Mai 1878 – 22. August 1882        | Republikaner |
| William Hale         | 22. August 1882 – 13. Januar 1885     | Republikaner |
| Elliot S. N. Morgan  | 13. Januar 1885 – 28. Februar 1885    | Republikaner |
| Francis Emroy Warren | 28. Februar 1885 – 11. November 1886  | Republikaner |
| George White Baxter  | 11. November 1886 – 20. Dezember 1886 | Demokrat     |
| Elliot S. N. Morgan  | 20. Dezember 1886 – 24. Januar 1887   | Republikaner |
| Thomas Moonlight     | 24. Januar 1887 – 9. April 1889       | Demokrat     |
| Francis Emroy Warren | 9. April 1889 – 11. Oktober 1890      | Republikaner |

## Bundesstaat Wyoming
| Name                    | Amtszeit                             | Partei       |
| ----------------------- | ------------------------------------ | ------------ |
| Francis Emroy Warren    | 11. Oktober 1890 – 24. November 1890 | Republikaner |
| Amos W. Barber          | 24. November 1890 – 2. Januar 1893   | Republikaner |
| John Eugene Osborne     | 2. Januar 1893 – 7. Januar 1895      | Demokrat     |
| William Alford Richards | 7. Januar 1895 – 2. Januar 1899      | Republikaner |
| DeForest Richards       | 2. Januar 1899 – 28. April 1903      | Republikaner |
| Fenimore Chatterton     | 28. April 1903 – 2. Januar 1905      | Republikaner |
| Bryant Butler Brooks    | 2. Januar 1905 – 2. Januar 1911      | Republikaner |
| Joseph Maull Carey      | 2. Januar 1911 – 4. Januar 1915      | Demokrat     |
| John Benjamin Kendrick  | 4. Januar 1915 – 26. Februar 1917    | Demokrat     |
| Frank Lee Houx          | 26. Februar 1917 – 6. Januar 1919    | Demokrat     |
| Robert Davis Carey      | 6. Januar 1919 – 1. Januar 1923      | Republikaner |
| William Bradford Ross   | 6. Januar 1923 – 2. Oktober 1924     | Demokrat     |
| Franklin Earl Lucas     | 2. Oktober 1924 – 5. Januar 1925     | Republikaner |
| Nellie Tayloe Ross      | 5. Januar 1925 – 3. Januar 1927      | Demokrat     |
| Frank Collins Emerson   | 3. Januar 1927 – 18. Februar 1931    | Republikaner |
| Alonzo Monroe Clark     | 18. Februar 1931 – 2. Januar 1933    | Republikaner |
| Leslie A. Miller        | 2. Januar 1933 – 2. Januar 1939      | Demokrat     |
| Nels Hansen Smith       | 2. Januar 1939 – 4. Januar 1943      | Republikaner |
| Lester Calloway Hunt    | 4. Januar 1943 – 3. Januar 1949      | Demokrat     |
| Arthur Griswold Crane   | 3. Januar 1949 – 1. Januar 1951      | Republikaner |
| Frank Aloysius Barrett  | 1. Januar 1951 – 3. Januar 1953      | Republikaner |
| Clifford Joy Rogers     | 3. Januar 1953 – 3. Januar 1955      | Republikaner |
| Milward Lee Simpson     | 3. Januar 1955 – 5. Januar 1959      | Republikaner |
| John Joseph Hickey      | 5. Januar 1959 – 2. Januar 1961      | Demokrat     |
| Jack Robert Gage        | 2. Januar 1961 – 7. Januar 1963      | Demokrat     |
| Clifford Peter Hansen   | 7. Januar 1963 – 2. Januar 1967      | Republikaner |
| Stanley Knapp Hathaway  | 2. Januar 1967 – 6. Januar 1975      | Republikaner |
| Edgar Herschler         | 6. Januar 1975 – 5. Januar 1987      | Demokrat     |
| Michael John Sullivan   | 5. Januar 1987 – 2. Januar 1995      | Demokrat     |
| James Geringer          | 2. Januar 1995 – 6. Januar 2003      | Republikaner |
| David Duane Freudenthal | 6. Januar 2003 – 3. Januar 2011      | Demokrat     |
| Matthew Hansen Mead     | 3. Januar 2011 – 7. Januar 2019      | Republikaner |
| Mark Gordon             | 7. Januar 2019 –                     | Republikaner |